# Soliera
Soliera is een gemeente in de Italiaanse provincie Modena (regio Emilia-Romagna) en telt 14.056 inwoners (31-12-2004). De oppervlakte bedraagt 51,1 km², de bevolkingsdichtheid is 259 inwoners per km².
De volgende frazioni maken deel uit van de gemeente: Sozzigalli, Castello di Sozzigalli, Secchia, Limidi, Appalto.

## Demografie
Soliera telt ongeveer 5462 huishoudens. Het aantal inwoners steeg in de periode 1991-2001 met 16,0% volgens cijfers uit de tienjaarlijkse volkstellingen van ISTAT.
| Jaar | Inwoneraantal |
| ---- | ------------- |
| 1991 | 11.395        |
| 2001 | 13.222        |

## Geografie
De gemeente ligt op ongeveer 28 m boven zeeniveau.
Soliera grenst aan de volgende gemeenten: Bastiglia, Bomporto, Carpi, Modena, San Prospero.